# وادي بلكانه
وادي بلكانه أحد وديان العراق وهو وادي صغير يقع في ناحية ليلان في محافظة كركوك شمال العراق، يقع عليه سد بلكانة أحد السدود الصغيرة في المحافظة.